# 9346 Fernandel
9346 Fernandel este o planetă minoră (asteroid), cu un diametru de 4,725 km, din centura de asteroizi. A fost descoperită pe 4 septembrie 1991 la Observatorul European Austral de Eric Walter Elst și a fost numită după Fernandel. 
Obiectul prezintă o orbită caracterizată de o semiaxă mare de 2,4290398 UAi, o excentricitate de 0,17, o înclinație de 3,20454 ° în raport cu ecliptica.